# Sasca Mică
Sasca Mică – wieś w Rumunii, w okręgu Suczawa, w gminie Cornu Luncii. W 2011 roku liczyła 931 mieszkańców.